# Waterloo Maple

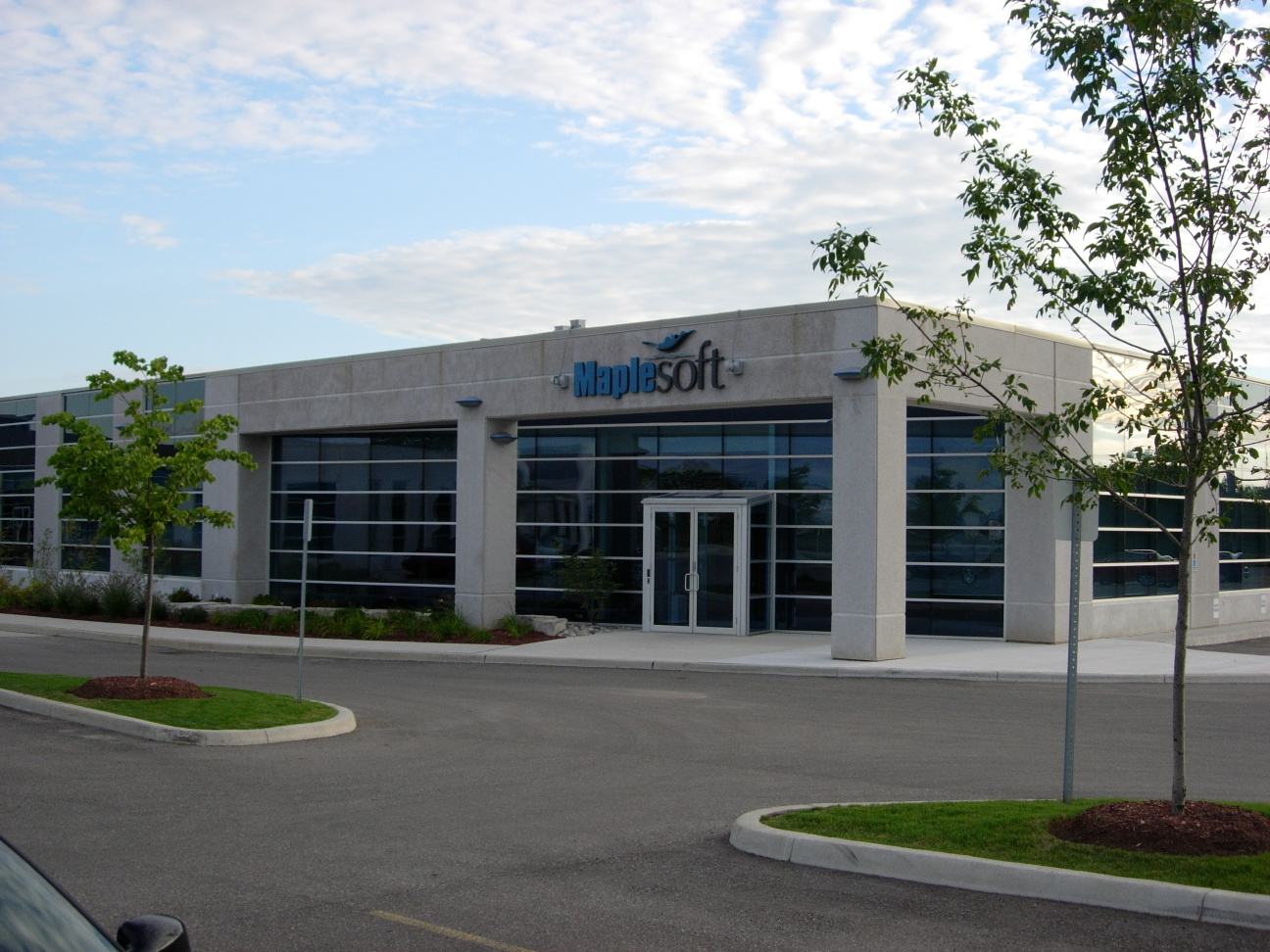
Hauptsitz von Maplesoft

Waterloo Maple Inc. ist ein kanadischer Softwareanbieter mit Hauptsitz in Waterloo, in der Provinz von Ontario. Er ist bekannt als der Hersteller von Maple, einem kommerziellen Computeralgebrasystem sowie der Simulationssoftware MapleSim und tritt unter dem Namen Maplesoft auf.
Die Firma wurde mit dem Namen Waterloo Maple Software im April 1988 gegründet. Ihre Gründer waren Keith Geddes und Gaston Gonnet, beide waren damals Professoren in der Symbolic Computation Group, einem Teil der Informatik-Abteilung der Universität von Waterloo.
Von Juli 1998 bis August 2003 war der Hauptsitz von Waterloo Maple im ehemaligen Seagram Museum. Europäische Niederlassungen gibt es seit August 2006 in Versailles, seit April 2010 in Aachen und seit Oktober 2013 in Cambridge.
Im September 2009 wurde die Firma an den japanischen Software-Retailer Cybernet Systems verkauft.